# Persons in Hiding
Persons in Hiding (bra Perfume Delator) é um filme estadunidense de 1939, do gênero policial, dirigido por Louis King, com roteiro de William Lippman e Horace McCoy baseado no livro homônimo de J. Edgar Hoover, especialmente as aventuras dos criminosos Bonnie Parker e Clyde Barrow.
Este é o primeiro dos quatro filmes B que a Paramount Pictures produziu baseados no livro de Hoover, publicado em 1938. Os outros são: Undercover Doctor (1939), Parole Fixer (1940) e Queen of the Mob (idem).

## Sinopse
O casal Dorothy Bronson e Freddie 'Gunner' Martin forma uma gangue que aterroriza o interior norteamericano. Dorothy gasta tudo em perfumes e peles, o que só aumenta a necessidade de novos assaltos. Um dia, decidem sequestrar o milionário Burt Nast, o que coloca o FBI em suas pistas. Quando a quadrilha é presa, o casal consegue escapar, porém Dorothy decide trair Freddie para conseguir libertar a mãe. Desconfiado, Freddie passa a colaborar com os agentes Pete Griswold e Dan Waldron, encarregados da operação. A atração de Dorothy por perfumes causará sua desgraça.

## Elenco
| Ator/Atriz           | Personagem            |
| -------------------- | --------------------- |
| Lynne Overman        | Pete Griswold         |
| Patricia Morison     | Dorothy Bronson       |
| J. Carroll Naish     | Freddie Gunner Martin |
| William Henry        | Dan Waldron           |
| Helen Twelvetrees    | Helen Griswold        |
| William Frawley      | Alec Inglis           |
| Judith Barrett       | Blase Blonde          |
| William Collier, Sr. | Burt Nast             |
| Dennis Morgan        | Mike Flagler          |
| Janet Waldo          | Ruth Waldron          |
| Richard Denning      | Powder                |